# Каменна (річка)

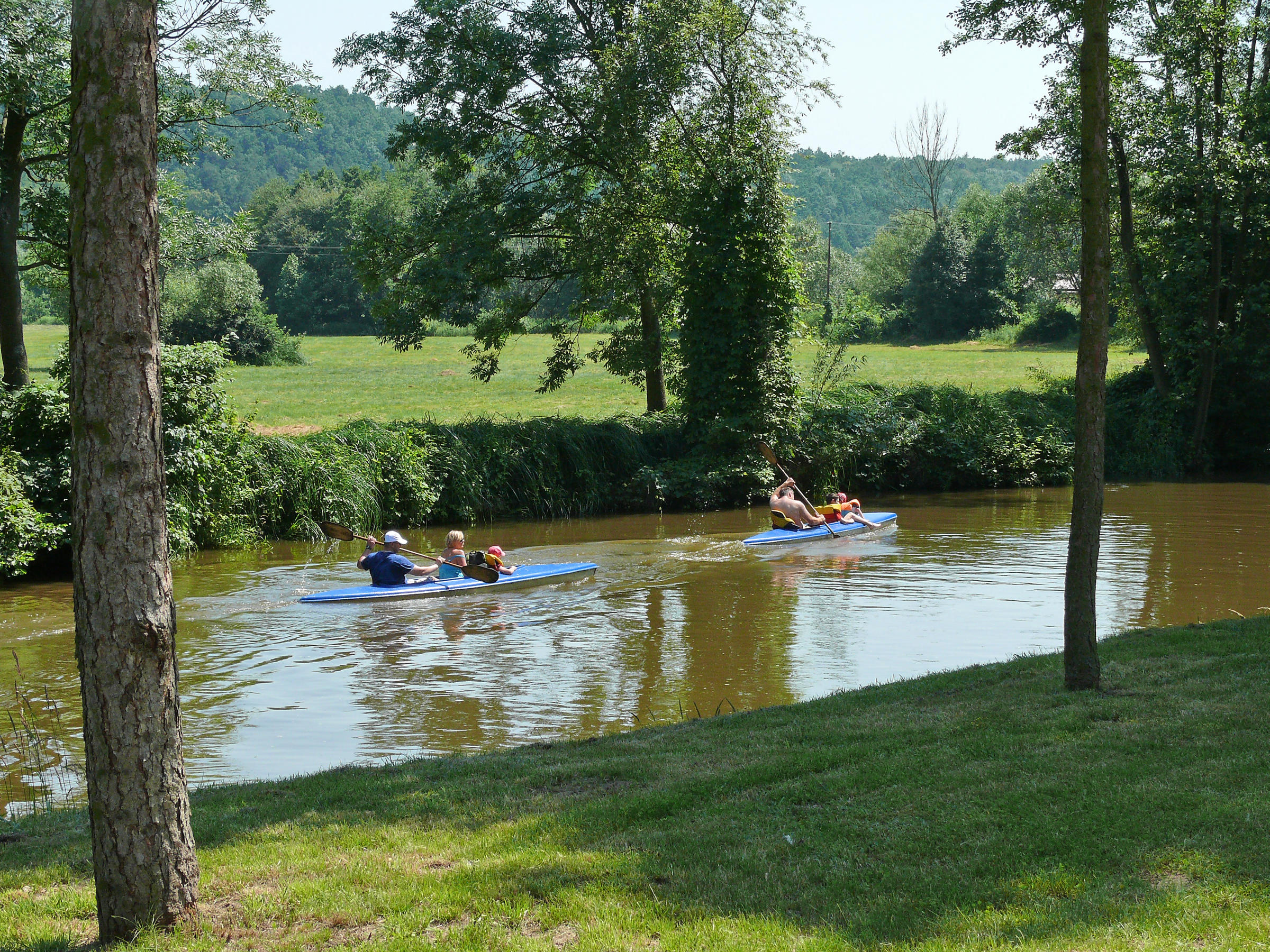
Байдарки на річці Каменній.

Каменна (пол. Kamienna) — річка в центральній частині Польщі, ліва притока Вісли.

## Географія
Майже весь час протікає через Свентокшиське воєводство, але її джерело і гирло розташовані на південному кінці Мазовецького воєводства.
Бере початок в Шидловецькому повіті, біля села Боркі.
Впадає в Віслу в районі села Кемпа-Піотровіньська Ліпського повіту.
Довжина річки становить 138 км, площа водозбірного басейну — 2007,9 км². Середня витрата води у верхів'ях 1,5 м³/сек, у гирлі — 10 м³/сек.